# Rochester (hrabstwo Windsor)
Rochester – jednostka osadnicza w Stanach Zjednoczonych, w stanie Vermont, w hrabstwie Windsor.